# Марк Г'юз
Марк Г'юз (англ. Mark Hughes; нар. 1 листопада 1963, Рексем, Уельс) — валлійський футболіст, нападник. По завершенні ігрової кар'єри — тренер.

## Клубна кар'єра
У дорослому футболі дебютував 1980 року виступами за команду клубу «Манчестер Юнайтед», в якій провів шість сезонів, взявши участь у 89 матчах чемпіонату. У складі «Манчестер Юнайтед» був одним з головних бомбардирів команди, маючи середню результативність на рівні 0,42 голу за гру першості. За цей час виборов титул володаря Кубка Англії.
Згодом з 1986 по 1988 рік грав у складі команд клубів «Барселона» та «Баварія».
У складі ані іспанського, ані німецького гранду закріпитися не зміг, і 1988 року повернувся до «Манчестер Юнайтед». Цього разу відіграв за команду з Манчестера наступні сім сезонів своєї ігрової кар'єри. Більшість часу, проведеного у складі «Манчестер Юнайтед», був основним гравцем атакувальної ланки команди. За цей час додав до переліку своїх трофеїв два титули чемпіона Англії, знову ставав володарем Кубка Англії, володарем Кубка англійської ліги, володарем Суперкубка Англії з футболу (тричі), володарем Кубка Кубків УЄФА, володарем Суперкубка УЄФА.
Протягом 1995—2000 років захищав кольори клубів «Челсі» та «Саутгемптон». Протягом цих років додав до переліку своїх трофеїв ще один титул володаря Кубка Англії, знову ставав володарем Кубка англійської ліги, володарем Кубка Кубків УЄФА.
Завершив професійну ігрову кар'єру у клубі «Блекберн Роверз», за команду якого виступав протягом 2000—2002 років.

## Виступи за збірну
1984 року дебютував в офіційних матчах у складі національної збірної Уельсу. Протягом кар'єри у національній команді, яка тривала 16 років, провів у формі головної команди країни 72 матчі, забивши 16 голів.

## Кар'єра тренера
Розпочав тренерську кар'єру, ще продовжуючи грати на полі, 1999 року, очоливши тренерський штаб національної збірної Уельсу.
Надалі очолював команди клубів «Блекберн Роверз», «Манчестер Сіті» та «Фулхем».
2012 року очолював тренерський штаб команди «Квінс Парк Рейнджерс». 
Протягом 2013—2017 був керманичем клубу «Сток Сіті». Був звільнений 6 січня 2018 року після поразки 1:2 у матчі Кубка Англії проти команди третього за силою дивізіону «Ковентрі Сіті». У Прем'єр-лізі на момент звільнення тренера у команди також справи йшли не дуже добре, зокрема вона була лідером ліги за кількістю пропущених голів (47).
По ходу того ж сезону 2017/18 змінив 14 березня 2018 року аргентинця Маурісіо Пельєгріно на посаді головного тренера іншого аутсайдера Прем'єр-ліги, «Саутгемптона». З тренером було укладено короткотермінову угоду лише до кінця сезону із завданням збереження місця у найвищому дивізіоні.

## Досягнення
- Чемпіон Англії:

«Манчестер Юнайтед»: 1992–93, 1993–94
- Володар кубка Англії:

«Манчестер Юнайтед»: 1984–85, 1989–90, 1993–94
«Челсі»: 1996–97
- Володар Кубка футбольної ліги:

«Манчестер Юнайтед»: 1991–92
«Челсі»: 1997–98
«Блекберн Роверз»: 2001–02
- Володар Суперкубка Англії з футболу:

«Манчестер Юнайтед»: 1990, 1993, 1994
- Володар Кубка Кубків УЄФА:

«Манчестер Юнайтед»: 1990–91
«Челсі»: 1997–98
- Володар Суперкубка Європи:

«Манчестер Юнайтед»: 1991